# Мельникова (Шадрінський район)
Ме́льникова (рос. Мельникова) — присілок у складі Шадрінського району Курганської області, Росія. Входить до складу Череміської сільської ради.
Населення — 15 осіб (2010, 15 у 2002).
Національний склад станом на 2002 рік: росіяни — 93 %.